# サム・エドワーズ

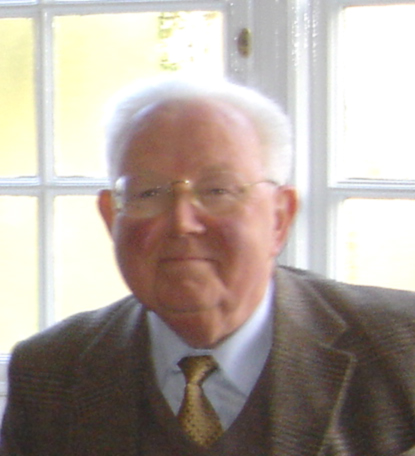
サム・エドワーズ

サム・エドワーズ（Samuel Frederick Edwards、1928年2月1日 - 2015年5月7日）は、イギリスの物理学者。

## 略歴
ウェールズのスウォンジーに生れる。ハーバード大学で博士号を取得後、1953年からバーミンガム大学で講師を務める。1963年には同大教授、1973年には科学評議会議長、1983年にはエネルギー省首席科学顧問に就任した。高分子物理学やコロイド物理学の分野を開拓したほか、ゴムの弾性についても研究した。
1966年王立協会フェロー選出。2015年5月7日死去。87歳。

## 受賞歴
- 1994年 デービーメダル
- 1995年 ボルツマン賞
- 2001年 ロイヤル・メダル
- 2005年 ICTPのディラック・メダル